# Amtsgericht Geisenfeld
Das Amtsgericht Geisenfeld war ein aus dem 1862 errichteten Landgericht Geisenfeld hervorgegangenes, von 1879 bis 1973 bestehendes Gericht der ordentlichen Gerichtsbarkeit mit Sitz im oberbayerischen Geisenfeld.

## Geschichte
Im Zug der am 1. Juli 1862 verfügten Trennung von Justiz und Verwaltung in den rechtsrheinischen Landesteilen des Königreichs Bayern kam es zur Errichtung des Landgerichts Geisenfeld, dessen Sprengel
- aus 27[2] Gemeinden des bisherigen Landgerichts Pfaffenhofen, nämlich Burgstall, Fahlenbach, Gaden bei Geisenfeld, Gambach, Gebrontshausen, Geisenfeld, Geisenfeldwinden, Gosseltshausen, Gotteshofen[2], Haushausen, Hög, Königsfeld, Langenbruck, Niederlauterbach, Nötting, Oberlauterbach, Parleiten, Pörnbach, Puch, Raitbach, Rohrbach, Rottenegg, Untermettenbach, Unterpindhart, Winden am Aign, Wolnzach und Zell sowie
- aus zwölf Gemeinden des bisherigen Landgerichts Ingolstadt, nämlich Engelbrechtsmünster, Ernsgaden, Gaden bei Pförring, Hartacker, Ilmendorf, Irsching, Münchsmünster, Rockolding, Schillwitzried, Vohburg an der Donau, Westenhausen und Wöhr

gebildet wurde. Nächsthöhere Instanz war das Bezirksgericht Freising.
Mit der Einführung des Gerichtsverfassungsgesetzes am 1. Oktober 1879 wurden die bisherigen bayerischen Gerichte aufgehoben. An die Stelle der Appellationsgerichte traten nun die Oberlandesgerichte, an die Stelle der Bezirksgerichte die Landgerichte und an die Stelle der Stadtgerichte, der Landgerichte sowie der Stadt- und Landgerichte die Amtsgerichte. So ging aus dem vorherigen Landgericht Geisenfeld das Amtsgericht Geisenfeld hervor, der Gerichtsbezirk blieb dabei unverändert.
Dieses Amtsgericht war bis zum 1. April 1932 dem Landgericht Neuburg an der Donau zugeordnet, danach dem Landgericht München II.
Mit Inkrafttreten des Gesetzes über die Organisation der ordentlichen Gerichte im Freistaat Bayern (GerOrgG) am 1. Juli 1973 wurde das Amtsgericht Geisenfeld aufgehoben und dessen Bezirk mit Ausnahme der dem Amtsgericht Ingolstadt zugewiesenen Gemeinde Gaden bei Pförring dem Amtsgericht Pfaffenhofen an der Ilm zugeteilt.

## Gebäude
Das Amtsgericht befand sich in den Nebengebäuden des Klosters Geisenfeld.